# Acre de los Héroes Nacionales
El Acre de los Héroes Nacionales (en inglés: National Heroes Acre) o Acre de los Héroes es un cementerio en Harare, Zimbabue. Consta de 57 acres (230.000 m²) y está situado cerca de la capital. Su construcción fue propuesta por el Gobierno para honrar a los caídos en la lucha por la independencia durante la década de los 60 y 70. El entierro en el santuario está reservado para los que han sido declarados héroes por el ZANU-PF, que controla la vida del país desde la caída del poder de los blancos. Esto ha suscitado dudas sobre el proceso, ya que los críticos sostienen que debería ser el Gobierno nacional, y no un partido, el que deba conceder dicho estatus. De hecho, casi todos los héroes eran conocidos como simpatizantes del ZANU-PF.
El Gobierno de Zimbabue comenzó a trabajar en el Acre de los Héroes en 1981, un año después de la independencia de Zimbabue.

## Construcción
Las obras del Acre de los Héroes Nacionales se iniciaron en septiembre de 1981, un año después de la independencia de Zimbabue. Se contrató a diez arquitectos y artistas zimbabuenses y siete norcoreanos para trazar el plano del lugar. 250 trabajadores locales participaron en el proyecto en el momento álgido de su construcción. El granito negro utilizado para las estructuras principales se extrajo de Mutoko, a unos 140 kilómetros al noreste de la capital, entonces conocida como Salisbury.

## Héroes nacionales
Esos héroes subordinaron sus intereses personales al interés colectivo de Zimbabue. Aceptaron y soportaron el dolor, el sufrimiento y la brutalidad con entereza incluso hasta la muerte.

El estatus de Héroe Nacional es el más alto honor que puede otorgar Zimbabue a una persona y quien lo recibe tiene derecho a ser enterrado en el Acre de los Héroes Nacionales. Hasta el 7 de agosto de 2001, 47 personas habían sido enterradas en el lugar.

## Características

### La Tumba del Soldado Desconocido

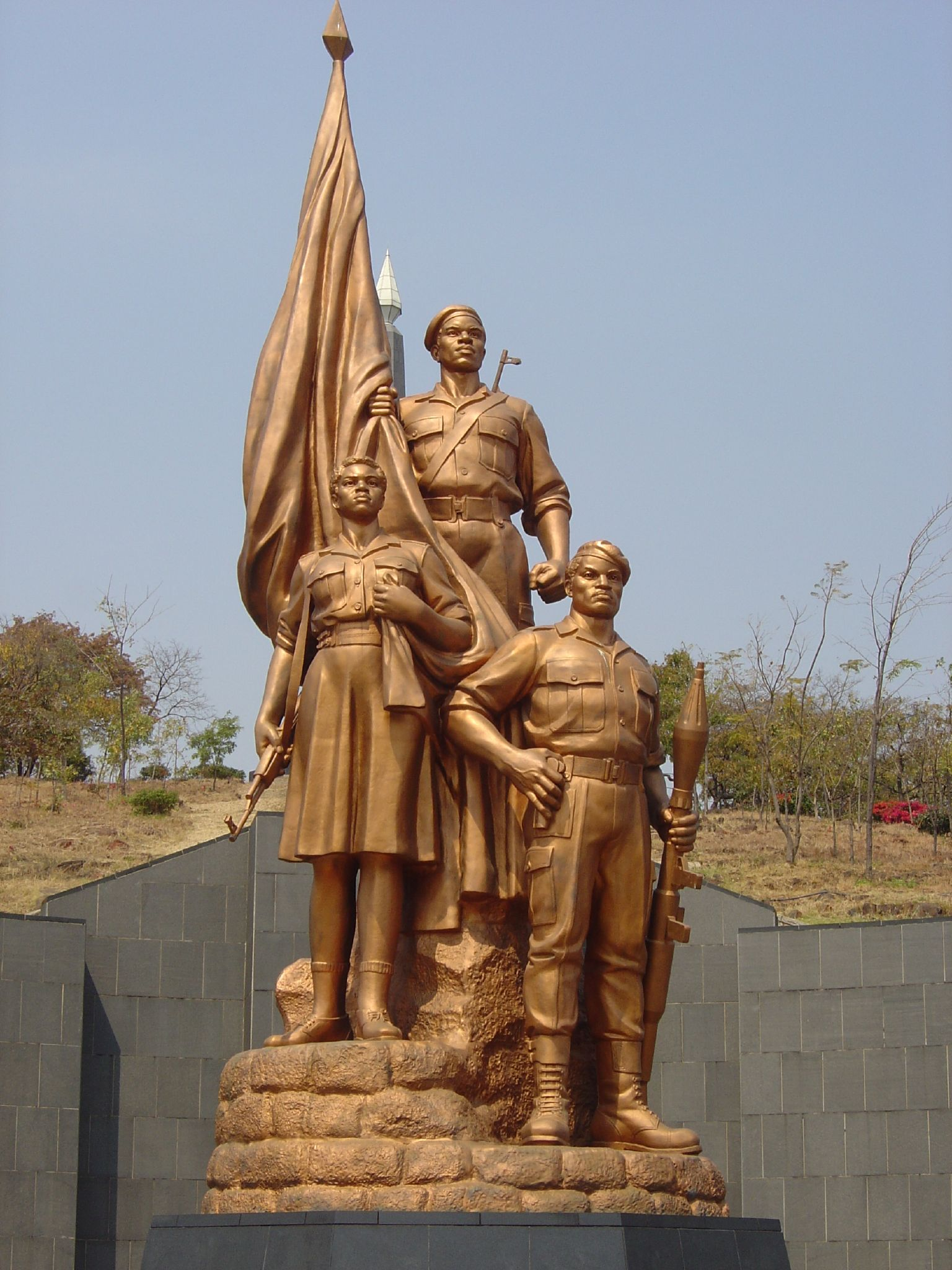
La tumba del soldado desconocido.

La Tumba del Soldado Desconocido reconoce a los insurgentes no identificados que perdieron la vida durante la guerra de liberación. Incluye una estatua de bronce de tres guerrilleros -una mujer y dos hombres-, un asta de bandera y un artificio ornamentado.

### La Llama Eterna
La Llama Eterna descansa sobre una torre de unos cuarenta metros. Se encendió en las celebraciones de la independencia en 1982 y encarna el espíritu de la independencia de Zimbabue. La torre es el punto más alto del Acre de los Héroes; se puede ver fácilmente desde Harare.

### Murales de pared
Dos paredes a ambos lados del monumento tienen murales que representan la historia de Zimbabue, desde los tiempos precoloniales, pasando por el Chimurenga, la Guerra de la Zarza de Rodesia y la independencia bajo el héroe nacional Robert Mugabe.

### Museo
Cerca de la entrada del Acre de los Héroes hay un museo dedicado al surgimiento del nacionalismo africano en Zimbabue y a la lucha anticolonial, que muestra artefactos, fotografías, documentos y otra parafernalia de la guerra y del periodo poco posterior a la independencia Héroes nacionales de Zimbabue enterrados en el santuario.